# Embelia nigropunctata
Embelia nigropunctata är en viveväxtart som beskrevs av Elmer Drew Merrill. Embelia nigropunctata ingår i släktet Embelia och familjen viveväxter. Inga underarter finns listade i Catalogue of Life.